# Kerstin Lundgren
Kerstin Margareta Lundgren, född 14 januari 1955 i Bjärtrå församling, Västernorrlands län, är en svensk politiker (centerpartist). Hon är ordinarie riksdagsledamot sedan 2002, invald för Stockholms läns valkrets, och tredje vice talman i riksdagen sedan 2018. Hon är utbildad statsvetare.
Under mandatperioden 2002–2006 var Lundgren ordinarie ledamot i konstitutionsutskottet. Kerstin Lundgren har varit ordinarie ledamot i Riksdagens utrikesutskott samt även Centerpartiets utrikestalesperson. Hon är även suppleant i försvarsutskottet, utrikesnämnden, EU-nämnden, Europarådets parlamentariska församling och valprövningsnämnden.
Efter valet 2018 valdes Lundgren till tredje vice talman i kraft av att centerpartiet blev fjärde största parti. En position hon omvaldes till efter valet 2022 efter en kamp med vänsterpartiet som då blivit fjärde största parti och som därför utmanade med sin kandidat Lotta Johnsson Fornarve.